# Fabio Roscioli
Fabio Roscioli (né le 18 juillet 1965 à Grottammare, dans la province d'Ascoli Piceno, dans les Marches) est un coureur cycliste italien. Professionnel de 1987 à 2001, il a notamment remporté une étape du Tour de France 1993 et les Trois Jours de La Panne en 1994.

## Palmarès

### Palmarès amateur
- 1984
  - Targa Crocifisso
- 1986
  - Grand Prix San Giuseppe
  - Coppa Fiera di Mercatale
  - Gran Premio Roccasalli di Accumoli
  - Tour d'Émilie amateurs

### Palmarès professionnel
- 1988
  - 4e de Milan-San Remo
- 1990
  - 2e du Grand Prix E3
- 1993
  - 12e étape du Tour de France
  - 6ea étape de l'Alpine Classic
  - 2e de la Coppa Bernocchi
  - 3e du Grand Prix de la ville de Camaiore
- 1994
  - 4e étape de la Semaine cycliste internationale
  - Classement général des Trois Jours de La Panne
  - 9e étape du Tour de Suisse
  - 3e du Gran Premio Città di Rio Saliceto e Correggio
- 1996
  - Milan-Vignola
  - Grand Prix d'Europe (avec Daniele Nardello)
  - 2e de Florence-Pistoia
  - 7e de la Japan Cup
- 1997
  - Classement général de la Hofbrau Cup
- 1999
  - 6e étape du Tour des Asturies
  - 14e étape du Tour d'Espagne

## Résultats sur les grands tours

### Tour de France
4 participations
- 1992 : 90e
- 1993 : 85e, vainqueur de la 12e étape
- 1996 : 98e
- 1998 : 79e

### Tour d'Espagne
4 participations
- 1994 : 54e
- 1997 : 107e
- 1999 : 78e, vainqueur de la 14e étape
- 2000 : 85e

### Tour d'Italie
8 participations
- 1987 : 103e
- 1988 : mis hors course (19e étape)
- 1990 : 61e
- 1991 : 61e
- 1992 : 95e
- 1993 : 62e
- 1994 : 56e
- 1997 : 63e